# Paleolitic timpuriu

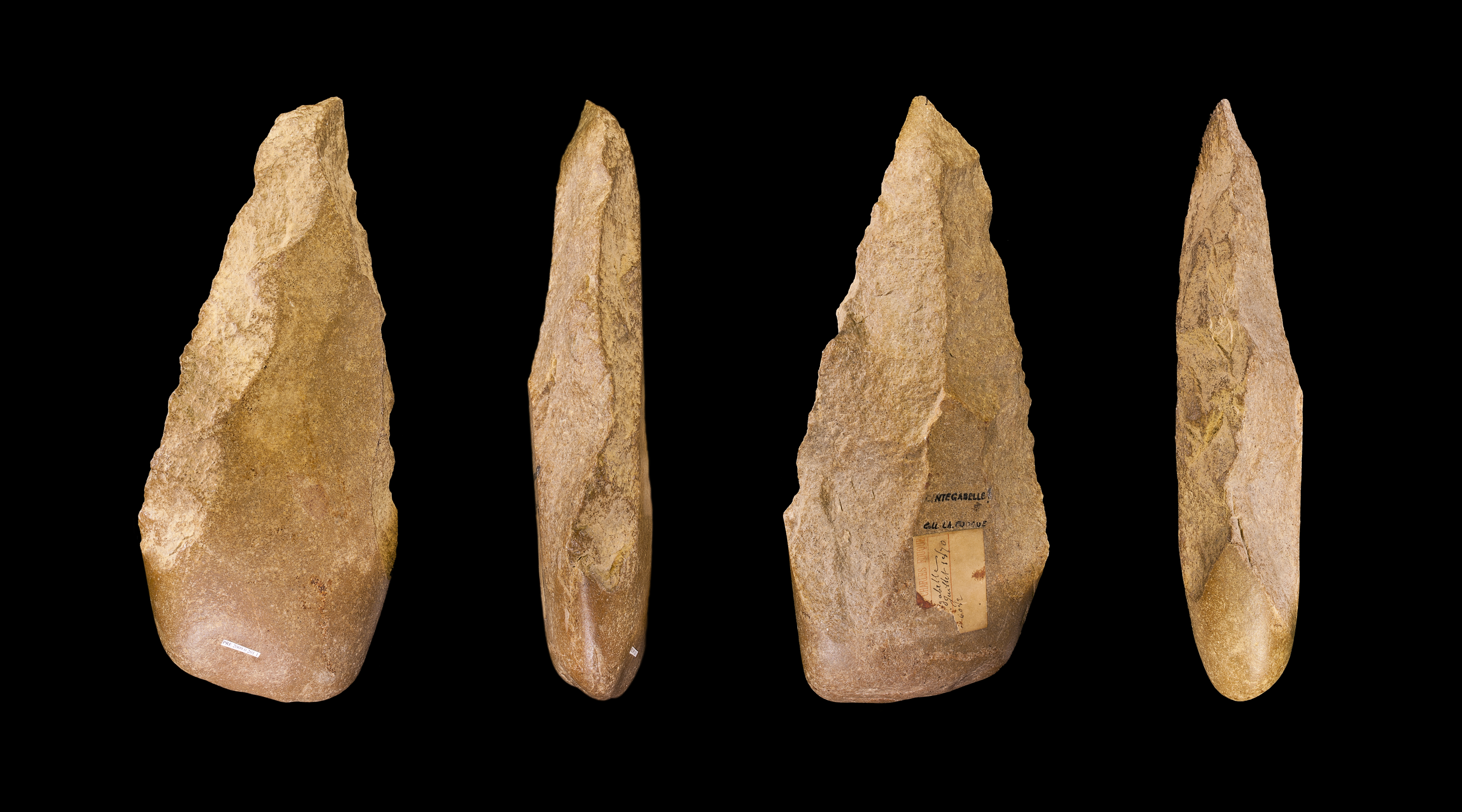
Un topor de mână Acheulean, fotografiat din patru unghiuri diferite

 Paleoliticul timpuriu sau paleoliticul inferior  sau epoca de piatră timpurie este cea mai veche subdiviziune a paleoliticului, fiind de asemenea cunoscut ca  vechea epocă de piatră . 
În timp, paleoliticul inferior se întinde începând cu aproximativ trei milioane de ani în urmă, când prima evidență de producere și folosire a unor unelte de piatră, realizate de hominini, au fost înregistrate în cercetările arheologice, terminându-se cu aproximativ 300.000 de ani în urmă și acoperind industrii litice de tipul Oldowan („mod 1”) și Acheulean („mod 2”).
În arheologia Africii, perioada corespunde aproximativ cu epoca pietrei timpurii (Early Stone Age), cele mai vechi descoperiri datând cu circa 3,3 miloane de ani în urmă, cu tehnologia de tip Lomekwi, folosind modul 1, tehnologia oldowan-ă, și terminându-se cu modul 2, tehnologia archeulean-ă, încheindu-se undeva între 400.000 și 250.000 de ani în urmă.
Paleoliticul mijlociu a urmat paleoliticului inferior (sau paleoliticului timpuriu) și a înregistrat apariția tehnologiilor mai avansate - așa cum sunt cea a miezului pregătit - de fabricare a uneltelor, cum ar fi cea a Mousterian-ului. Dacă cel mai vechi control al focului de către hominini datează din paleoliticul inferior sau din paleoliticul mijlociu rămâne, deocamdată, o întrebare deschisă.

## Gelasian
Paleoliticul inferior a început cu apariția primelor unelte de piatră din lume. Asociată anterior cu apariția lui Homo habilis, acum aproximativ 2,8 milioane de ani, această dată a fost amânată semnificativ de descoperirile importante de la începutul anilor 2000. Astfel, tehnica Oldowan sau orizontul Mod 1, considerat mult timp cel mai vechi tip de industrie litică, se consideră acum a fi fost dezvoltat de acum aproximativ 2,6 milioane de ani, odată cu începutul Gelasianului (deci, a pleistocenului inferior), fiind probabil folosită pentru prima dată de strămoșii de tip australopithecine din genul Homo (așa cum ar fi Australopithecus garhi).
Cu toate acestea, chiar și unelte mai vechi au fost descoperite ulterior pe unicul sit, cunoscut ca Lomekwi 3, din Kenya, în 2015, datat cu 3,3 milioane de ani în urmă. Ca atare, aceste unelte și ai lor producători ar precede Pleistocenul (Gelazianul) și ar cădea în Pliocenul târziu (Piacenzian).
Primii membri ai genului „Homo” au produs unelte primitive, rezumate în industria de tip Oldowan, care a rămas dominantă timp de aproape un milion de ani, de la aproximativ 2,5 până la 1,7 milioane de ani în urmă. Se presupune că Homo habilis a trăit în principal din decarcasare, folosind unelte pentru a desprinde carnea din trupurile animalelor moarte sau pentru a rupe oasele pentru a extrage măduvă.
Trecerea de la dieta în mare parte frugivoră sau omnivoră, a homininului Australopithecus, la stilul de viață carnivor, al speciei de  „Homo” timpuriu, a fost explicată de schimbările climatice din Africa de Est asociată cu glaciația cuaternară. Scăderea evaporării oceanice a produs un climat mai uscat și extinderea savanei în detrimentul pădurilor. Disponibilitatea redusă a fructelor a stimulat unele dintre proto-australopitecine să caute noi surse de hrană găsite în ecologia savanelor mai uscate. Derek Bickerton (2009) a desemnat în această perioadă trecerea de la simple sisteme de comunicare cu animalele găsite la toate primatele, la cea mai timpurie formă de sisteme de comunicare simbolică, capabile de deplasare (referindu-se la elemente care nu țin de percepția senzorială) și motivat de nevoia de a „recruta” membri ai grupului pentru a curăța carcasele mari.
Astfel, Homo erectus a apărut cu circa 1,8 milioane de ani în urmă, trecând prin „varietatea tranzițională Homo ergaster.

## Calabrian
Homo erectus a trecut de la vânătoare, dezvoltând stilul de viață vânător-culegător, care va rămâne dominant pe tot parcursul paleoliticului, până în mezolitic. Deblocarea noii nișe de subzistență pentru vânătoare și culegere a condus la o serie de schimbări comportamentale și fiziologice ulterioare care au dus la apariția lui Homo heidelbergensis cu aproximativ 800.000-600.000 ani în urmă. Ca atare, Homo a „urcat” la rangul de prădător-omnivor (și, posibil, a devenit hipercarnivor) înainte ca Homo sapiens să se transforme, din nou, de data asta în hipocarnivor). Ca vânători activi, grupuri variate de Homo au venit inerent în opoziție cu alți prădători patrupezi și, ca atare, au început să trăiască în grupuri mari.
Homo erectus a migrat în afara Africii, dispersându-se apoi în întreaga Eurasie. Astfel uneltele de piatră descoperite în Malaezia au fost datate la 1,83 milioane de ani. Fosila omului de Peking, descoperită în 1929, este veche de circa 700,000 ani.
În Europa, tradiția industriei de tip Olduwan (cunoscută în Europa ca Abbevillian) s-a împărțit în două tradiții paralele, Clactonian, o tradiție a fulgilor, și Acheulean, o tradiție de tip mână-topor. În această perioadă s-a dezvoltat și Tehnica Levallois pentru cioplirea pietrelor de tip flint.